# Коми-пермякски език
Вижте пояснителната страница за други значения на Коми.
Коми-пермякски език угро-фински език, говорен от народа Коми-пермаки в североизточната част на европейска Русия.
Най-близкият до него език е удмуртският, като тези 2 езика образуват подгрупата на пермските езици. Коми-пермякски – говори се от около 95 хил. души. Литературният език, който съществува от 1921, се основава на кудимкарско-инвенския диалект на Южното наречие.

## Диалекти
- - южни – кудимкарско-инвенски, нижнеинвенски, онковски, нердвински
  - северни – кочевски, косинско-камски, мисовски, верхлупински
  - горнокамски
- коми-язвински (Пермски край) – говори се от около 2000 души.

## Азбука
| А а | Б б | В в | Г г | Д д | Е е | Ё ё | Ж ж |
| З з | И и | І і | Й й | К к | Л л | М м | Н н |
| О о | Ӧ ӧ | П п | Р р | С с | Т т | У у | Ф ф |
| Х х | Ц ц | Ч ч | Ш ш | Щ щ | Ъ ъ | Ы ы | Ь ь |
| Э э | Ю ю | Я я |     |     |     |     |     |